# Bad Zell
Bad Zell là một đô thị ở huyện Freistadt bang Oberösterreich, nước Áo. Đô thị này có diện tích km², dân số thời điểm ngày 31 tháng 12 năm 2005 là 2769 người.